# 沖田桃果
沖田 桃果（おきた ももか、5月7日 - ）は、日本の女優・声優。合同会社W.kojoh 業務提携。神奈川県出身。

## 人物
- 趣味はギター・ベースを弾くこと。
- 特技は水泳。着物の着付け。
- 実用英語検定3級・全商英検3級の資格 所有

## 経歴
- ワタナベエンターテインメントスクールマルチタレント9期生
- 高校在学中にワタナベエンターテインメントスクールへ入校卒業後、三木プロダクションへ所属し声優として活動。2016年9月、株式会社ピーキューブガレージに所属。2022年6月、ピーキューブガレージから株式会社CLEOへ移籍した[1]。2024年12月より、合同会社W.kojohと業務提携を開始。[2]

- アキバ系BBチャンネル「バンドルSeason2」番組内で結成されたガールズバンド「Up's Infinity」のギターボーカルとして2012年6月より活動。2013年5月19日卒業。

## 出演

### 舞台
2012年
- 脚本・演出 岡本貴也「秋葉原女子学生会館」（2012年2月1日 - 5日、恵比寿エコー劇場） - 木谷真理絵 役
- 劇団夜想会 「俺は君のためにこそ死にに行く」（2012年2月9日、新宿・紀伊国屋ホール） - 外園明子 役
- 超時空ライブステージ「アストロハーモナイザー」（2012年7月12日、日暮里・d-倉庫） - モーションアクト・りえ 役

2013年
- 7down＊8uppers「アルタカラリカ」 （2013年8月7日 - 11日、中野スタジオあくとれ） - 浅井利奈 役
- 劇団猿芝居「ぼくのはははははのはは」 （2013年8月29日 - 9月1日、蔵前・アドリブ小劇場） - 杉野あい 役

2014年
- BIG MOUTH CHICKEN 「リバース・ヒストリカ」（2014年1月30日 - 2月4日、新宿・サンモールスタジオ） - 川上 役
- 演劇集団Rock×Lock「百鬼繚乱〜白夜明刻〜」（2014年7月31日 - 8月3日、参宮橋TRANCE MISSION） - 千影 役
- 演劇集団Rock×Lock「百鬼繚乱〜黄塵塗騒〜」（2014年11月28日 - 30日、中野スタジオあくとれ） - 巳影 役

2015年
- 片肌☆倶利伽羅紋紋一座「猫忠臣蔵」（2015年1月4日 - 11日、池袋・シアターグリーンBOX in BOX THEATER） - 日野 役
- LEGEND STAGE「SHUNPU Gaiden～春風外伝～」（2015年4月9日 - 12日、銀座・博品館劇場） - 黒子
- 演劇集団Rock×Lock「Thousand and one nights」（2015年6月3日 - 7日、上野ストアハウス） - ズバイダ 役
- Pudding☆Ring「さんかくのたね」（2015年11月20日 - 24日、蒲田・シアターノルン） - 木村ありさ 役

2016
- 演劇集団Rock×Lock「百鬼繚乱〜翠帳禁開〜」（2016年2月17日 - 21日、笹塚ファクトリー） - 巳影 役
- 疾駆猿「VAGUENIGMA -1999- 蓮上祈祝礼の夢幻モラトリアム」（2016年6月17日 - 26日、池袋・シアターKASSAI） - 茶谷絵空 役
- anomie「例えば、それが不確かでも」（2016年8月3日 - 7日、八幡山・ワーサルシアター） - ミコ 役・E 役
- バター猫のパラドックス「二進法の彼女」（2016年9月8日 - 11日、東池袋・小劇場てあとるらぽう） - エミリー 役
- My little Shine「Have you ever seen the rain」「キャッチ・ザ・レインボゥ 」（2016年11月23日 - 30日、池袋・シアターグリーン BASE THEATER） - 柴崎菫 役

2017年
- アリスインプロジェクト「真説・まなつの銀河に雪のふるほし」星組（2017年1月11日 - 15日、六行会ホール） - 刈谷皐姫 役
- アリスインプロジェクト「イマジカル・マテリアル」月組（2017年3月15日 - 20日、新宿村LIVE） - ロート・ヴォルフ 役
- @emotion「ももがたり」（2017年5月17日 - 21日、シアターグリーンBIG TREE THEATER） - 霞 役
- アリスインプロジェクト「クォンタムドールズ2017」光組（2017年7月5日 - 9日、六行会ホール） - リデル 役

2018年
- 劇団C2「Re:BIRTH」（2018年1月31日 - 2月4日、シアターグリーンBIG TREE THEATER） - 花菱 役
- 劇団オモテナシ 「最強の姉妹」（2018年5月8日 - 13日、CBGKシブゲキ!!）
- 疾駆猿 「INTRABORDER」（2018年6月15日 - 24日、池袋・シアターKASSAI） - 溝端綴子 / のりこ 役
- LIVEDOG GIRLS「エデンの空に降りゆく星唄」teamEDEN（2018年8月4日 - 12日、新宿村LIVE） - クイナ 役
- アリスインプロジェクト「ともだちインプット」（2018年11月7日 - 18日、池袋・シアターKASSAI） - イシス 役

2019年
- アリスインプロジェクト「降臨Hearts&Soul」（2019年4月25日 - 5月6日、池袋・シアターKASSAI） - リュウ 役
- アリスインプロジェクト「真約・魔銃ドナー」（2019年8月7日 - 18日、池袋・シアターKASSAI） - ラムエル 役
- fragment edge「禽獣のクルパ－Avalon－」（2019年10月30日 - 11月4日、下落合・TACCS1179） - 中馬エレナ 役

2020年
- 劇団ピエロ「和心」（2020年9月30日 - 10月4日、下落合・シアター風姿花伝） - ヒロイン 恵 役

2021年
- feather stage「THE END OF 通勤急行大爆破」Aチーム（2021年5月29日 - 6月6日、池袋・シアターKASSAI） - 橋本偲 役
- 合同会社アドアド「魔銃ドナー・リーディングトラックス」（2021年7月1日 - 4日、池袋・シアターKASSAI） - 吾妻レイカ 役
- ガールズ演劇ユニット【メイホリック】「愛を探す怪物」（2021年7月21日 - 25日、中目黒キンケロシアター） - ブリジット 役
- わたあめ工場「監獄ROCK!!」（2021年9月11日 - 12日、新三河島・キーノートシアター） - 鴨志田葵 役
- AIPプロデュース『リーディングガールズ』「唯一度だけ」（2021年9月23日 - 26日、新三河島・キーノートシアター） - 家成あたる 役
- Studio K'z「劇場版演劇バラエティ『アイガク』秋晴シリーズ」（秋葉原・BECK akiba）
  - 「アイガク・ライブ」（2021年10月2日 - 3日）
  - 「アイガク・バトラーズ」（2021年10月31日）

- パフォーマンス プラス ピエロ「サルビアとWISH SONG」（2021年10月20日 - 24日、日暮里d-倉庫） - ギネヴィア 役
- ぱすてるからっと「イモーラル・ディテクティブ」風チーム（2021年12月23日 - 26日、新宿村LIVE） - 暗藤猪乃 役

2022年
- 合同会社AIP『トリップ・オン・アンダーグラウンド』「居酒屋タイムスリップ」（2022年4月6日 - 10日、池袋・シアターKASSAI） - 坂本龍馬 役
- 言葉のアリア「ペリクリーズ」（2022年4月21日 - 25日、キーノートシアター） - マリーナ 役
- わたあめ工場「LoopHples」（2022年4月28日 - 5月1日、すみだパークシアター倉） - デボラ/ロレンサ 2役
- 劇団虚幻癖「虚空の花」（2022年7月15日 - 18日、大塚・萬劇場） - ゼルファ 役
- 合同会社アドアド『エターナルメロディ～終わらない歌を少女はうたう～』（2022年8月11日 - 14日、コフレリオ新宿シアター）
  - 「いつか出会う歌」 - ナナオ 役
  - 「はじまりの歌」 - ハジメ 役

- パフォーマンス プラス ピエロ「黄昏の光」（2022年9月7日 - 11日、中目黒キンケロ・シアター） - 麗華美々 役
- リジュエ『共創演劇「失創セブンスプレイ」』（2022年9月21日 - 25日、新宿村LIVE） - aya 役
- わたあめ工場「刻時刻刻」（2022年11月17日 - 20日、六行会ホール） - ヘラ 役
- Studio K'z「スーパーマンガ大戦MAX」（2022年12月14日 - 18日、池袋・シアターKASSAI） - レッド 役

2023年
- Studio K'z「15少女漂流記2023」（2023年3月1日 - 5日、池袋・シアターKASSAI） - 太田めぐみ（めぐみん） 役
- feather stage「通勤急行大爆破～Mind the GAP～」（2023年5月24日 - 28日、池袋・シアターKASSAI） - 橋本偲 役
- Studio K'z「正典・まなつの銀河に雪のふるほし」（2023年9月13日 - 18日、池袋・シアターKASSAI） - 第32世代型アレクサンダー 役
- チームまん⚪︎「代弁者」(2023年10月12日 - 15日、大塚・萬劇場)  - 妖原 役
- わたあめ工場「Vamp up」（2023年11月30日 - 12月3日、CBGKシブゲキ!!） - カロリナ 役

2024年
- プロダクションピエロ「陰陽師、はやりました。」（2024年4月11日 - 14日、シアター風姿花伝） - 主演 咲耶 役
- ProjectAmythos「空の匣庭」team ARKADIA（2024年4月26日 - 29日、大塚・萬劇場） - ザドキエル 役
- Studio K'z×カラスカ「ネーチャンズ☆2024」（2024年6月19日 - 23日、池袋・シアターKASSAI） - 黒間久美 役
- Studio K'z×アリスインプロジェクト「終わらない歌を少女はうたう～エターナルメロディー2024～」（2024年9月19日 - 23日、シアター風姿花伝） - ハジメ 役
- プロダクションピエロ「歌舞いてる物語たち」一条明美役
- Studio K'z「召喚アウトロー」（2024年12月4日 - 8日、大塚・萬劇場） - ヒッサデラ・ムエルテ 役

2025年
- Studio K'z×アリスインプロジェクト「時空警察ヴェッカー1983・改」（2025年2月19日 - 24日、築地・ブディストホール） - リミット 役
- Yulirioプロデュース「シの輪舞曲」（2025年5月14日 - 18日、上野ストアハウス） - 中島成海 役
- Studio K'z「スーパーマンガ大戦 THE NEXT」（2025年6月25日 - 29日、シアター風姿花伝） - レイン 役

### ネット配信
- アリスインプロジェクト『オンライン学園バラエティ「アイガク! LIVE」』（2020年5月 - 7月、YouTube・ニコニコ生放送）[53][54]
- アリスインプロジェクト『アイガク夏フェス・オンライン』（2020年8月7日 - 15日、ZAIKO）[55]
  - 学園バトル「アイガク・バトラーズ」（2020年8月7日 - 15日）
  - 学園バラエティ「アイガク・ライブ」（2020年8月8日、14日）
  - アドリブ心理バトル「アイガク・人狼（降臨ハーツVer）」（2020年8月8日）
  - 生コメンタリー舞台上映イベント「アイガク・トーク」（2020年8月10日）
  - 演劇ワークショップ体験「アイガク・ワークショップ」（2020年8月15日）
- アリスインプロジェクト『ドナーイレブン&秋フェスオンライン』（2020年10月5日 - 10日、ZAIKO）[56]
  - オンライン心理バトル「ドナーイレブン」～リモートコンサルテーション～（2020年10月9日 - 11日）
  - 「舞台上映&キャストトーク」（2020年10月5日 - 9日）
  - 「ワークショップ生配信」（2020年10月8日）
  - 「アイガク・バトラーズ」6vs6オンライン学園バトル（2020年10月10日）
  - 「アイガク・ライブ」オンライン学園バラエティ（2020年10月10日）
- アリスインプロジェクト『アイガク! 冬フェス・オンライン』（2020年12月18日 - 30日、ZAIKO）[57]
  - 6vs6の真剣バトル「アイガク・バトラーズ」（2020年12月19日 - 30日）
  - おなじみ学園バラエティ「アイガク・ライブ」（2020年12月26日 - 28日）
  - 「アイガク・ワークショップ」（2020年12月28日）
  - 「アイガク・人狼（降臨ハーツVer）」オンライン人狼（2020年12月29日）
- アリスインプロジェクト『アイガク2021&デッドリー永遠フェス』（2021年2月26日 - 3月21日、ZAIKO）[58]
  - おなじみ学園バラエティ「アイガク・ライブ」（2021年3月12日）
  - 2チーム対抗戦の真剣バトル 「アイガク・バトラーズ」（2021年3月19日）
- アリスインプロジェクト『アイガク! 春フェス・オンライン2021』（2021年4月24日 - 29日、ZAIKO）[59]
  - 2チームに分かれての真剣バトル「アイガク・バトラーズ」（2021年4月24日 - 29日）
  - おなじみ！学園バラエティ&大喜利「アイガク・ライブ」（2021年4月29日）
- アリスインプロジェクト『アイガク! バトラーズ&ストーリーズ』（2021年5月16日 - 21日、ZAIKO）[60]
  - 「アイガク・バトラーズ」（2021年5月16日）
  - 『アイガク・ストーリーズ』「メモリーレコード」（2021年5月21日） - サラ 役
- アリスインプロジェクト『アイガク! 夏フェス・オンライン2021』「アイガク・バトラーズ」（2021年8月1日、ZAIKO） - MC[61]

## 作品

### CD
- Up's Infinity 名義
  - Junp out!/DEATH ZONE(2013年2月2日)

映像作品
- 『Performing KAORU's Funeral』